# Malaxis molotensis
Malaxis molotensis là một loài thực vật có hoa trong họ Lan. Loài này được Salazar & de Santiago mô tả khoa học đầu tiên năm 2007.